# Психология в исламском мире
Исламская психология или наука о нафсе («я» или «психика»),  является медицинским и философским исследованием психики с исламской призмы и затрагивает темы психологии, нейронауки, философии разума и психиатрии, а также психосоматической медицины . В исламе психическое здоровье и психические заболевания рассматриваются в комплексном подходе. Такой подход подчеркивает взаимосвязь между поддержанием адекватного психического благополучия и хорошего физического здоровья человека.
Практикующие мусульмане считали, что необходимо поддерживать хорошее психическое здоровье, чтобы участвовать в молитве и выполнять другие духовные обязанности.
Концепции исламской психологии были переосмыслены мусульманскими психологами и учеными в 20-м и 21-м веках.

## Термин
В трудах мусульманских ученых термин «нафс» (самость) использовался для обозначения индивидуальной личности, а термин «фитра» — для обозначения человеческой природы. Нафс охватывает широкий спектр способностей, включая калб (сердце), рух (душу), акль (интеллект) и ирада (волю). Мусульманская наука находилась под сильным влиянием греческой науки, а также изучения Священного Писания, в частности, опираясь на понимание Галеном четырех жидкостей тела.
В средневековой исламской медицине, в частности, изучение психических заболеваний было отдельной специальностью и было известно под разными названиями: A'ilaj al-nafs (приблизительно «лечение/терапия души/себя/идей»), al-tibb al-ruhani («исцеление духа» или «духовное здоровье») и tibb al-qalb («исцеление сердца/себя» или «психическая медицина»).
Классический арабский термин для обозначения психически больных людей — «маджнун», который происходит от слова «дженна», что означает «покрытый». Первоначально считалось, что психически больные люди не могут отличить реальное от нереального. Однако из-за особенностей индивидуальных случаев лечение психически больных не могло быть обобщено, как это было в средневековой Европе. Этот термин постепенно переосмысливался среди образованных людей и был определен Авиценной  как «тот, кто страдает от состояния, при котором реальность заменяется фантазией».

## Психология в золотой век ислама
Период с 750 по1258 годы по григорианскому календарю известен ученым как «Золотой век ислама» . Это было время многочисленных достижений и открытий в исламских искусствах и науках, в течение которого исламские ученые пришли к пониманию того, что определенные условия могут изменить духовное и психологическое состояние человека (те, которые считаются маджнун (безумными), воспринимаются как имеющие дисбаланс в этих состояниях). Выдающимся философом того времени был аль-Газали (1058–1111), который предположил, что поддержание сбалансированной связи между духовным и психологическим состоянием внутри тела имеет жизненно важное значение для поддержания близких отношений с Богом. Газали далее объяснил, что отклонение от этой взаимосвязи может привести к отклонениям в психическом здоровье человека.

## Этика и теология
В исламском мире психически больным предоставлялась особая правовая защита. Такое отношение подкреплялось писанием, как это показано в суре 4:5 Корана:

Не отдавайте свою собственность, которую Бог доверил вам управлять, безумным; но накормите и оденьте их этой собственностью и говорите им прекрасные слова.— "
В этом стихе Корана изложено отношение ислама к психически больным людям, которые считаются неспособными управлять имуществом, но с ними следует обращаться гуманно и содержать их под опекой либо опекуна, либо государства.

## Основные психологи

### Мухаммад ар-Рази
Мухаммад ибн Закария ар-Рази (865–925), известный в западной традиции как Разес, был влиятельным персидским врачом, философом и ученым Золотого века ислама и одним из первых в мире, кто писал о психических заболеваниях и психотерапии. Будучи главным врачом Багдадской больницы, он также был директором одного из первых психиатрических отделений в мире. В частности, две из его работ, «Эль-Мансури» и «Аль-Хави», содержат описания и методы лечения психических заболеваний.

### Авиценна
Ибн Сина (980–1030), известный на Западе как Авиценна, был таджикским энциклопедистом, широко известным своими трудами по таким разнообразным предметам, как философия, физика, медицина, математика, геология, исламское богословие и поэзия. В своем наиболее известном труде «Канон врачебной науки» (Аль-Канун-фи-иль-Табб) он дал описания и методы лечения таких состояний, как бессонница, мания, головокружение, паралич, инсульт, эпилепсия и депрессия, а также мужская сексуальная дисфункция . Он был пионером в области психосоматической медицины, связывая изменения психического состояния с изменениями в организме.

### Абу Зайд аль-Балхи
Абу Зайд аль-Балхи (850-934) был мусульманским психологом и врачом времен Золотого века ислама. Его многочисленные вклады имели решающее значение для понимания психического здоровья, а также методов лечения различных психических заболеваний. Аль-Балхи известен своим трудом под названием «Питание тела и души». В н'м он призвал других врачей лечить тело и разум как единое целое и, таким образом, применять целостный подход к медицине. Эта мысль имеет большое значение, поскольку она заложила основу психофизиологического подхода к здоровому образу жизни в средневековом исламе. В своих трудах аль-Балхи объясняет, что душа испытывает целый ряд эмоций, таких как горе, печаль и страх, когда тело подвергается физическим заболеваниям.

### Когнитивная терапия аль-Балхи
Создание когнитивной терапии приписывают аль-Балхи. Когда его пациенты испытывали стресс, он разрабатывал подход, который мотивировал их мыслить позитивно, используя здоровые когнитивные способности. Аль-Балхи и другие выдающиеся исламские ученые также применяли технику взаимного торможения при лечении своих пациентов. Кроме того, аль-Балхи также уделяет особое внимание тому, как факторы окружающей среды, такие как жилье, физические упражнения и питание, могут влиять на психическое благополучие человека. Вклад аль-Балхи также состоял в выявлении разницы между психозом и неврозом . Он разделил неврозы на четыре группы: навязчивые идеи, грусть и депрессия, страх и тревога, гнев и агрессия. Анализ, проведенный аль-Балки в средневековой исламской психологии, по-прежнему актуален для современной психологии.

## Меланхолия
Психическое расстройство меланхолия интенсивно изучалось в исламском мире в Средние века. Исламские ученые описывали меланхолию как состояние, основным симптомом которого является состояние постоянной печали, причиной которого, как считалось, является избыток черной желчи в организме. Считалось, что разнообразные симптомы меланхолии обусловлены конкретной областью тела, в которой (предположительно) сконцентрировалась черная желчь. Возникающее в результате состояние грусти, испытываемое страдающими, было разделено на три различных типа: во-первых, грусть, возникающая в результате травмы или стресса, во-вторых, грусть, вызванная внешними (органическими/физиологическими) факторами, такими как недостаточное питание тела, и, в-третьих, повседневная грусть, присущая человеческому состоянию. Эта система классификации аналогична способу, с помощью которого современные модели анализируют депрессию. Однако в средневековом исламском мире диагноз меланхолии мог также охватывать такие разнообразные церебральные явления, как эпилепсия и мания.

## Психическое здоровье
Самые ранние бимаристаны были построены в IX веке, а большие бимаристаны, построенные в XIII веке, содержали отдельные палаты для психически больных пациентов.

### Лечение психических заболеваний
Помимо медикаментозного лечения, лечение психических заболеваний может включать ванны, музыку, терапевтические беседы, хиджаму (банки) и ароматерапию. Ученые и врачи этого периода были одними из первых, кто обратил внимание на психосоматическую медицину, акцентируя внимание на связи между болезнями ума и проблемами тела. Лекарства будут назначаться для того, чтобы восстановить равновесие четырех жидкостей организма, дисбаланс которых может привести к психозу. Например, считалось, что бессонница является результатом чрезмерного количества сухости организма, и е' можно устранить с помощью увлажнителей.